# The Courtship of Miles Standish (film 1910)
The Courtship of Miles Standish è un cortometraggio muto del 1910 sceneggiato e diretto da Otis Turner.

## Produzione
Il film fu prodotto dalla Selig Polyscope Company.
Il soggetto è tratto dall'omonimo poema di Henry Wadsworth Longfellow: tra i coloni del Mayflower stanziati a Plymouth, nasce un triangolo amoroso che vede contrapposti John Alden e Miles Standish, rivali in amore per la conquista della bella Priscilla Mullens. I tre personaggi sono realmente esistiti e lo stesso Longfellow, per linea materna, era un discendente dei Padri Pellegrini. Il ruolo di John Alden fu affidato a Hobart Bosworth, anche lui discendente diretto di Miles Standish e di Priscilla e John Alden.
In un ruolo da bambina (all'epoca aveva nove anni), fa il suo debutto sullo schermo Bebe Daniels che, in seguito, sarebbe diventata una celebre attrice.

## Distribuzione
Distribuito dalla Selig Polyscope Company, il film - un cortometraggio in una bobina - uscì nelle sale cinematografiche statunitensi il 20 gennaio 1910.